# Santiano/Diskografie
Diese Diskografie ist eine Übersicht über die musikalischen Werke der deutschen Musikgruppe Santiano. Den Schallplattenauszeichnungen zufolge hat sie bisher mehr als 4,8 Millionen Tonträger verkauft. Ihre erfolgreichste Veröffentlichung ist das Debütalbum Bis ans Ende der Welt mit über 1,31 Millionen verkauften Einheiten. Das Album verkaufte sich allein in Deutschland über 1,3 Millionen Mal und zählt zu den meistverkauften Musikalben des Landes. Mit ihrem zweiten Studioalbum Mit den Gezeiten landete die Band einen weiteren Millionenseller in Deutschland (1,2 Millionen).

## Alben

### Studioalben
| Jahr | Titel Musiklabel                                                   | Höchstplatzierung, Gesamtwochen, AuszeichnungChartplatzierungen (Jahr, Titel, Musiklabel, Platzierungen, Wochen, Auszeichnungen, Anmerkungen) | Höchstplatzierung, Gesamtwochen, AuszeichnungChartplatzierungen (Jahr, Titel, Musiklabel, Platzierungen, Wochen, Auszeichnungen, Anmerkungen) | Höchstplatzierung, Gesamtwochen, AuszeichnungChartplatzierungen (Jahr, Titel, Musiklabel, Platzierungen, Wochen, Auszeichnungen, Anmerkungen) | Anmerkungen                                                                 | [↑]: gemeinsam behandelt mit vorhergehendem Eintrag; [←]: in beiden Charts platziert |
| Jahr | Titel Musiklabel                                                   | DE | AT | CH | Anmerkungen                                                                 |                                                                                      |
| ---- | ------------------------------------------------------------------ | --- | --- | --- | --------------------------------------------------------------------------- | ------------------------------------------------------------------------------------ |
| 2012 | Bis ans Ende der Welt We Love Music (UMG)                          | DE1 ×1313-fach-Gold · (187 Wo.)DE | AT25 Gold · (14 Wo.)AT | CH15 (22 Wo.)CH | Erstveröffentlichung: 3. Februar 2012 Verkäufe: + 1.310.000                 |                                                                                      |
| 2013 | Mit den Gezeiten We Love Music (UMG)                               | DE1 ×6Sechsfachplatin · (154 Wo.)DE | AT31 Gold · (17 Wo.)AT | CH21 (10 Wo.)CH | Erstveröffentlichung: 10. Mai 2013 Verkäufe: + 1.207.500                    |                                                                                      |
| 2013 | Mit den Gezeiten (Sonderedition) We Love Music (UMG)[DE: ↑][AT: ↑] | DE1 ×6Sechsfachplatin · (154 Wo.)DE | AT31 Gold · (17 Wo.)AT | CH8 Gold · (30 Wo.)CH | Erstveröffentlichung: 22. November 2013 Verkäufe: + 10.000; mit Peter Reber |                                                                                      |
| 2015 | Von Liebe, Tod und Freiheit We Love Music (UMG)                    | DE1 ×4Vierfachplatin · (129 Wo.)DE | AT9 Gold · (17 Wo.)AT | CH2 (35 Wo.)CH | Erstveröffentlichung: 29. Mai 2015 Verkäufe: + 807.500                      |                                                                                      |
| 2017 | Im Auge des Sturms We Love Music (UMG)                             | DE1 ×3Dreifachplatin · (86 Wo.)DE | AT5 (18 Wo.)AT | CH5 (35 Wo.)CH | Erstveröffentlichung: 13. Oktober 2017 Verkäufe: + 600.000                  |                                                                                      |
| 2021 | Wenn die Kälte kommt We Love Music (UMG)                           | DE1 Platin · (40 Wo.)DE | AT4 (10 Wo.)AT | CH1 (17 Wo.)CH | Erstveröffentlichung: 8. Oktober 2021 Verkäufe: + 200.000                   |                                                                                      |
| 2023 | Doggerland We Love Music (UMG)                                     | DE1 (38 Wo.)DE | AT3 (6 Wo.)AT | CH3 (9 Wo.)CH | Erstveröffentlichung: 6. Oktober 2023                                       |                                                                                      |

### Livealben
| Jahr | Titel Musiklabel                                                                      | Höchstplatzierung, Gesamtwochen, AuszeichnungChartplatzierungen (Jahr, Titel, Musiklabel, Platzierungen, Wochen, Auszeichnungen, Anmerkungen) | Höchstplatzierung, Gesamtwochen, AuszeichnungChartplatzierungen (Jahr, Titel, Musiklabel, Platzierungen, Wochen, Auszeichnungen, Anmerkungen) | Höchstplatzierung, Gesamtwochen, AuszeichnungChartplatzierungen (Jahr, Titel, Musiklabel, Platzierungen, Wochen, Auszeichnungen, Anmerkungen) | Anmerkungen                                                                            |
| Jahr | Titel Musiklabel                                                                      | DE | AT | CH | Anmerkungen                                                                            |
| ---- | ------------------------------------------------------------------------------------- | --- | --- | --- | -------------------------------------------------------------------------------------- |
| 2012 | Bis ans Ende der Welt – Live aus der Hamburger Fischauktionshalle We Love Music (UMG) | DE*DE | — | — | Erstveröffentlichung: 16. November 2012 * Verkäufe werden dem Studioalbum hinzuaddiert |
| 2014 | Mit den Gezeiten – Live aus der O₂ World Hamburg We Love Music (UMG)                  | DE*DE | — | — | Erstveröffentlichung: 30. Mai 2014 * Verkäufe werden dem Studioalbum hinzuaddiert      |
| 2016 | Von Liebe, Tod und Freiheit – Live – Waldbühne Berlin We Love Music (UMG)             | DE*DE | — | — | Erstveröffentlichung: 14. Oktober 2016 * Verkäufe werden dem Studioalbum hinzuaddiert  |
| 2019 | MTV Unplugged We Love Music (UMG)                                                     | DE1 Platin · (50 Wo.)DE | AT19 (3 Wo.)AT | CH11 (7 Wo.)CH | Erstveröffentlichung: 18. Oktober 2019 Verkäufe: + 200.000                             |

### Kompilationen
| Jahr | Titel Musiklabel                                                                | Höchstplatzierung, Gesamtwochen, AuszeichnungChartplatzierungen (Jahr, Titel, Musiklabel, Platzierungen, Wochen, Auszeichnungen, Anmerkungen) | Höchstplatzierung, Gesamtwochen, AuszeichnungChartplatzierungen (Jahr, Titel, Musiklabel, Platzierungen, Wochen, Auszeichnungen, Anmerkungen) | Höchstplatzierung, Gesamtwochen, AuszeichnungChartplatzierungen (Jahr, Titel, Musiklabel, Platzierungen, Wochen, Auszeichnungen, Anmerkungen) | Anmerkungen                                               |
| Jahr | Titel Musiklabel                                                                | DE | AT | CH | Anmerkungen                                               |
| ---- | ------------------------------------------------------------------------------- | --- | --- | --- | --------------------------------------------------------- |
| 2022 | Die Sehnsucht ist mein Steuermann – Das Beste aus 10 Jahren We Love Music (UMG) | DE1 Gold · (23 Wo.)DE | AT10 (3 Wo.)AT | CH5 (10 Wo.)CH | Erstveröffentlichung: 7. Oktober 2022 Verkäufe: + 100.000 |

### EPs
| Jahr | Titel Musiklabel                  | Anmerkungen                              |
| ---- | --------------------------------- | ---------------------------------------- |
| 2021 | Herbst/Winter We Love Music (UMG) | Erstveröffentlichung: 24. September 2021 |

## Singles

### Als Leadmusiker
| Jahr | Titel Album                                                | Höchstplatzierung, Gesamtwochen, AuszeichnungChartplatzierungen (Jahr, Titel, Album, Platzierungen, Wochen, Auszeichnungen, Anmerkungen) | Höchstplatzierung, Gesamtwochen, AuszeichnungChartplatzierungen (Jahr, Titel, Album, Platzierungen, Wochen, Auszeichnungen, Anmerkungen) | Höchstplatzierung, Gesamtwochen, AuszeichnungChartplatzierungen (Jahr, Titel, Album, Platzierungen, Wochen, Auszeichnungen, Anmerkungen) | Anmerkungen                                                                                            |
| Jahr | Titel Album                                                | DE | AT | CH | Anmerkungen                                                                                            |
| --- | ---------------------------------------------------------- | --- | --- | --- | --- |
| 2012 | Santiano Bis ans Ende der Welt                             | DE70 Gold · (7 Wo.)DE | — | — | Erstveröffentlichung: 23. März 2012 Neuauflage: 12. August 2022 (mit Nathan Evans) Verkäufe: + 150.000 |
| 2015 | Lieder der Freiheit Von Liebe, Tod und Freiheit            | — | — | — | Erstveröffentlichung: 15. Mai 2015 Original: Mike Oldfield & Maggie Reilly – To France                 |
| 2017 | Sail Away Im Auge des Sturms                               | — | — | — | Erstveröffentlichung: 28. Juli 2017                                                                    |
| 2017 | Könnt ihr mich hören Im Auge des Sturms                    | — | — | — | Erstveröffentlichung: 8. September 2017                                                                |
| 2017 | Ich bring dich heim Im Auge des Sturms                     | — | — | — | Erstveröffentlichung: 6. Oktober 2017                                                                  |
| 2018 | Mädchen von Haithabu Haithabu – Im Auge des Sturms         | — | — | — | Erstveröffentlichung: 5. Oktober 2018                                                                  |
| 2019 | Wie Zuhause MTV Unplugged                                  | — | — | — | Erstveröffentlichung: 2. August 2019 feat. Alligatoah                                                  |
| 2021 | Wellerman Wenn die Kälte kommt (Deluxe-Edition)            | DE— aDE | — | — | Erstveröffentlichung: 19. Februar 2021 mit Nathan Evans                                                |
| 2021 | Wenn die Kälte kommt                                       | — | — | — | Erstveröffentlichung: 10. September 2021                                                               |
| 2022 | Nichts als Horizonte Wenn die Kälte kommt                  | — | — | — | Erstveröffentlichung: 25. März 2022                                                                    |
| 2023 | Es klingt nach Freiheit Doggerland                         | — | — | — | Erstveröffentlichung: 21. April 2023                                                                   |
| 2023 | Bully in the Alley Doggerland                              | — | — | — | Erstveröffentlichung: 4. August 2023                                                                   |
| 2023 | Zu alt um jung zu sterben Doggerland                       | — | — | — | Erstveröffentlichung: 15. September 2023                                                               |
| 2024 | Retter in der Not Doggerland (SOS ins Nirgendwo)           | — | — | — | Erstveröffentlichung: 14. Juni 2024                                                                    |
| 2024 | Keiner geht verloren Doggerland (SOS ins Nirgendwo)        | — | — | — | Erstveröffentlichung: 13. September 2024                                                               |
| 2025 | Da braut sich was zusammen –                               | — | — | — | Erstveröffentlichung: 21. Februar 2025                                                                 |
| 2025 | Ekke Nekkepenn –                                           | — | — | — | Erstveröffentlichung: 27. Juni 2025                                                                    |
| Folgende Lieder erschienen nicht als Single, wurden aber durch das Album zum Download und Streaming bereitgestellt und konnten somit eine Platzierung erlangen: |                                                            | | | | |
| |                                                            | | | | |
| 2013 | Es gibt nur Wasser Bis ans Ende der Welt                   | DE90 Gold · (1 Wo.)DE | — | — | Charteinstieg: 5. April 2013 Verkäufe: + 150.000                                                       |
| 2014 | The Fiddler on the Deck Mit den Gezeiten (Special Edition) | DE69 (1 Wo.)DE | — | — | Charteinstieg: 28. März 2014                                                                           |

### Als Gastmusiker
| Jahr | Titel Album                    | Anmerkungen                                               |
| ---- | ------------------------------ | --------------------------------------------------------- |
| 2024 | Mosaik aus guten Tagen Lina Bó | Erstveröffentlichung: 8. März 2024 Lina Bó feat. Santiano |

## Videoalben und Musikvideos

### Videoalben
| Jahr | Titel Musiklabel                                                                      | Höchstplatzierung, Gesamtwochen, AuszeichnungChartplatzierungen (Jahr, Titel, Musiklabel, Platzierungen, Wochen, Auszeichnungen, Anmerkungen) | Höchstplatzierung, Gesamtwochen, AuszeichnungChartplatzierungen (Jahr, Titel, Musiklabel, Platzierungen, Wochen, Auszeichnungen, Anmerkungen) | Höchstplatzierung, Gesamtwochen, AuszeichnungChartplatzierungen (Jahr, Titel, Musiklabel, Platzierungen, Wochen, Auszeichnungen, Anmerkungen) | Anmerkungen                                                                            |
| Jahr | Titel Musiklabel                                                                      | DE | AT | CH | Anmerkungen                                                                            |
| ---- | ------------------------------------------------------------------------------------- | --- | --- | --- | -------------------------------------------------------------------------------------- |
| 2012 | Bis ans Ende der Welt – Live aus der Hamburger Fischauktionshalle We Love Music (UMG) | DE*DE | — | — | Erstveröffentlichung: 16. November 2012 * Verkäufe werden dem Studioalbum hinzuaddiert |
| 2014 | Mit den Gezeiten – Live aus der O₂ World Hamburg We Love Music (UMG)                  | DE*DE | — | — | Erstveröffentlichung: 30. Mai 2014 * Verkäufe werden dem Studioalbum hinzuaddiert      |
| 2016 | Von Liebe, Tod und Freiheit – Live – Waldbühne Berlin We Love Music (UMG)             | DE*DE | — | — | Erstveröffentlichung: 14. Oktober 2016 * Verkäufe werden dem Studioalbum hinzuaddiert  |
| 2019 | MTV Unplugged We Love Music (UMG)                                                     | DE*DE | AT10 (1 Wo.)AT | CH6 (4 Wo.)CH | Erstveröffentlichung: 18. Oktober 2019 * Verkäufe werden dem Livealbum hinzuaddiert    |

### Musikvideos
| Jahr | Titel                      | Regie                                                                       |
| ---- | -------------------------- | --------------------------------------------------------------------------- |
| 2012 | Santiano                   | Sören Schaller (Original, 2012) Haik Büchsenschuss (mit Nathan Evans, 2022) |
| 2012 | Frei wie der Wind          |                                                                             |
| 2013 | Tanz mit mir               |                                                                             |
| 2013 | Gott muss ein Seemann sein |                                                                             |
| 2014 | Vergiss mein nicht         | Sören Schaller                                                              |
| 2014 | The Fiddler on the Deck    |                                                                             |
| 2015 | Lieder der Freiheit        |                                                                             |
| 2015 | Weh mir                    | Frank Hoffmann                                                              |
| 2017 | Könnt ihr mich hören       | Frank Hoffmann                                                              |
| 2017 | Ich bring dich heim        |                                                                             |
| 2018 | Mädchen von Haithabu       |                                                                             |
| 2021 | Wenn die Kälte kommt       | Gregor Erler                                                                |
| 2021 | Wer kann segeln ohne Wind  | Santiano                                                                    |
| 2023 | Es klingt nach Freiheit    | Haik Büchsenschuss, Michael Klich                                           |
| 2023 | Zu alt um jung zu sterben  |                                                                             |
| 2024 | Retter in der Not          | Haik Büchsenschuss, Michael Klich                                           |
| 2024 | Keiner geht verloren       |                                                                             |
| 2025 | Ekke Nekkepenn             | Michael Klich                                                               |

## Hörbücher
| Jahr | Titel Musiklabel                                                       | Höchstplatzierung, Gesamtwochen, AuszeichnungChartplatzierungen (Jahr, Titel, Musiklabel, Platzierungen, Wochen, Auszeichnungen, Anmerkungen) | Höchstplatzierung, Gesamtwochen, AuszeichnungChartplatzierungen (Jahr, Titel, Musiklabel, Platzierungen, Wochen, Auszeichnungen, Anmerkungen) | Höchstplatzierung, Gesamtwochen, AuszeichnungChartplatzierungen (Jahr, Titel, Musiklabel, Platzierungen, Wochen, Auszeichnungen, Anmerkungen) | Anmerkungen                            |
| Jahr | Titel Musiklabel                                                       | DE | AT | CH | Anmerkungen                            |
| ---- | ---------------------------------------------------------------------- | --- | --- | --- | -------------------------------------- |
| 2016 | König der Piraten Electrola (UMG)                                      | DE29 (8 Wo.)DE | — | — | Erstveröffentlichung: 4. November 2016 |
| 2017 | König der Piraten 2 – Eisdrachen und Feuerriesen Universal Music (UMG) | — | — | — | Erstveröffentlichung: 9. Juni 2017     |

## Promoveröffentlichungen
| Jahr | Titel Album                                                                           | Anmerkungen                              |
| ---- | ------------------------------------------------------------------------------------- | ---------------------------------------- |
| 2013 | Hoch im Norden Mit den Gezeiten                                                       | Erstveröffentlichung: 2013               |
| 2015 | Weh mir Von Liebe, Tod und Freiheit (Special Edition)                                 | Erstveröffentlichung: 9. Oktober 2015    |
| 2016 | Ade, ade Von Liebe, Tod und Freiheit (Special Edition)                                | Erstveröffentlichung: 2. Januar 2016     |
| 2016 | Johnny Boy Von Liebe, Tod und Freiheit                                                | Erstveröffentlichung: 1. Juli 2016       |
| 2022 | Die Antwort weiß der Wind Die Sehnsucht ist mein Steuermann – Das Beste aus 10 Jahren | Erstveröffentlichung: 23. September 2022 |

## Sonderveröffentlichungen
| Jahr | Titel Album                                                                                    | Anmerkungen |
| ---- | ---------------------------------------------------------------------------------------------- | --- |
| 2013 | Tanz mit mir Von den Elben                                                                     | Erstveröffentlichung: 25. Januar 2013 · Faun feat. Santiano; DE: Gold                                          |
| 2014 | Hörst Du den Wind Oonagh                                                                       | Erstveröffentlichung: 31. Januar 2014 Oonagh feat. Santiano                                                    |
| 2014 | Minne Oonagh / Mit den Gezeiten (Special Edition)                                              | Erstveröffentlichung: 31. Januar 2014 Oonagh feat. Santiano                                                    |
| 2014 | Vergiss mein nicht Oonagh / Mit den Gezeiten (Special Edition)                                 | Erstveröffentlichung: 31. Januar 2014 Oonagh feat. Santiano                                                    |
| 2015 | So still mein Herz Aeria                                                                       | Erstveröffentlichung: 13. März 2015 Oonagh feat. Oomph! & Santiano                                             |
| 2016 | Das Mädchen und die Liebe Märchen enden gut                                                    | Erstveröffentlichung: 21. Oktober 2016 Oonagh feat. Santiano                                                   |
| 2020 | Seemannslied (TV Version) Nord Nord Ost (15th Anniversary Edition)                             | Erstveröffentlichung: 20. Oktober 2020 Subway to Sally feat. Santiano                                          |
| 2020 | Weit übers Meer (David’s Song) (Live) Die Helene Fischer Show – Meine Schönsten Momente Vol. 1 | Erstveröffentlichung: 10. Dezember 2020 Helene Fischer feat. Santiano; Original: Vladimir Cosma – David’s Song |
| 2024 | Mosaik aus guten Tagen Lina Bó                                                                 | Erstveröffentlichung: 5. April 2024 Lina Bó feat. Santiano                                                     |

| Jahr | Titel Album                                                       | Anmerkungen                                                                                       |
| ---- | ----------------------------------------------------------------- | ------------------------------------------------------------------------------------------------- |
| 2014 | The Devil Made the Rum for Us Mitten im Leben – Das Tribute-Album | Erstveröffentlichung: 17. Oktober 2014 Original: Udo Jürgens – Der Teufel hat den Schnaps gemacht |

## Statistik

### Chartauswertung
|                     | DE    | AT    | CH    |
| ------------------- | ----- | ----- | ----- |
| Nummer-eins-Alben   | DE8DE | AT—AT | CH1CH |
| Top-10-Alben        | DE8DE | AT5AT | CH6CH |
| Alben in den Charts | DE8DE | AT8AT | CH9CH |

|                       | DE    | AT    | CH    |
| --------------------- | ----- | ----- | ----- |
| Nummer-eins-Singles   | DE—DE | AT—AT | CH—CH |
| Top-10-Singles        | DE—DE | AT—AT | CH—CH |
| Singles in den Charts | DE3DE | AT—AT | CH—CH |

|                          | DE    | AT    | CH    |
| ------------------------ | ----- | ----- | ----- |
| Nummer-eins-Videoalben   | DE—DE | AT—AT | CH—CH |
| Top-10-Videoalben        | DE—DE | AT1AT | CH1CH |
| Videoalben in den Charts | DE—DE | AT1AT | CH1CH |

### Auszeichnungen für Musikverkäufe
| Platin-Schallplatte - Europa - 2014: für das Album Bis ans Ende der Welt |

Anmerkung: Auszeichnungen in Ländern aus den Charttabellen bzw. Chartboxen sind in ebendiesen zu finden.
| Land/RegionAuszeichnungen für Musikverkäufe (Land/Region, Auszeichnungen, Verkäufe, Quellen) | Gold     | Platin       | Verkäufe    | Quellen           |
| -------------------------------------------------------------------------------------------- | -------- | ------------ | ----------- | ----------------- |
| Deutschland (BVMI)                                                                           | 5× Gold5 | 21× Platin21 | 4.850.000   | musikindustrie.de |
| Europa (IFPI)                                                                                | —        | Platin1      | (1.000.000) | ifpi.org          |
| Österreich (IFPI)                                                                            | 3× Gold3 | —            | 25.000      | ifpi.at           |
| Schweiz (IFPI)                                                                               | Gold1    | —            | 10.000      | hitparade.ch      |
| Insgesamt                                                                                    | 9× Gold9 | 22× Platin22 |             |                   |